# Kušići
Kušići (cyr. Кушићи) – wieś w Serbii, w okręgu morawickim, w gminie Ivanjica. W 2011 roku liczyła 498 mieszkańców.